# Teodoro Valfré di Bonzo
Teodoro Valfré di Bonzo (ur. 21 sierpnia 1853 w Cavour, zm. 25 czerwca 1922 w Rzymie) – włoski duchowny katolicki, wysoki urzędnik Kurii Rzymskiej i kardynał.

## Życiorys
Ukończył seminarium w Turynie, a także tamtejszy uniwersytet (doktorat z teologii). Kształcił się następnie w Rzymie na Akademii Dostojników Szlacheckich, gdzie był bliskim przyjacielem innego studenta Giacomo della Chiesa (przyszłego papieża Benedykta XV). Święcenia kapłańskie otrzymał 10 czerwca 1876. W 1880 Uzyskał doktorat z prawa kanonicznego w Rzymskim Seminarium. Był minutantem w Kongregacji ds. Nadzwyczajnych Spraw Kościoła. W 1884 wysłany jako delegat apostolski do Kostaryki. Jego misja była opóźniona i nie powiodła się z powodu antyreligijnych zamieszek. Stosunki z Watykanem zostały sformalizowane dopiero w 1908.
27 marca 1885 mianowany bikupem Cuneo. Był jednym z najmłodszych biskupów na świecie. Sakry udzielił mu kardynał Gaetano Alimonda,arcybiskup Turynu. W 1895 przeniesiony do diecezji Como. W tym samym roku otrzymał tytuł Asystenta Tronu Papieskiego. Od marca 1905 był metropolitą Vercelli. W 1916 przeniesiony na tytularną stolicę Trapezus, został jednocześnie nuncjuszem w Austro-Węgrzech. Reprezentował papieża podczas koronacji cesarza Karola I.
15 grudnia 1919 kreowany kardynałem prezbiterem przez Benedykta XV. 6 marca 1920 został prefektem Kongregacji ds. Zakonów. Brał udział w konklawe 1922. Zmarł niedługo później. Pochowany w rodzinnym grobowcu na cmentarzu w Brá.